# Акмолинское восстание
Акмолинское восстание в 1916 году (каз. Ақмола көтерілісі) — восстание казахов в Акмолинской области, эпизод Среднеазиатского восстания 1916 года.
Народные волнения, спровоцированные указом правительства Российской империи о привлечении казахов на трудовой фронт ввиду продолжения Первой мировой войны, в августе 1916 года охватили всю Акмолинскую область. В Кургальджинской, Карабулакской, Коржинкольской, Ерментауской и Селетинской волостях были организованы ополчения казахских воинов — сарбазов. К повстанцам присоединились рабочие-казахи Петропавловска, Кокчетава, Атбасара, Караганды, Джезказгана, Байконура, Спасска. В сентябре — октябре число повстанцев достигло 40 тысяч.
В Ерментау предводитель восставших Сатбай-кажи был провозглашён ханом, а его соратник Сыздык-батыр (Бейсенулы) — военачальником. Другими руководителями восстания стали Молдажа Жадаев, Куаныш-кажи, Оспан Шонулы, Нурлан Кияшулы, Алсен Шомшиулы (погиб в бою). В числе активных участников восстания известны Рахымжан Мадиулы, Маметбай Шабатулы (погиб), Жакып Мырзакожаулы, Адильбек Майкотов, Иса Даулетбеков (погиб).
27—29 октября 1916 года повстанцы вели ожесточённые бои против карательных отрядов и казаков на реках Терисаккан и Кыпшак. Восставшие применяли тактику внезапных нападений небольшими группами, что давало возможность выиграть время и приобрести достаточное количество оружия, а затем набираться сил. В конце 1916 года состоялось ещё несколько крупных сражений.
Тем не менее, к 1 января 1917 года правительственные войска в целом подавили восстание.
Однако отдельные стычки между повстанцами и карателями продолжались до февраля.
После Октябрьской революции часть бывших акмолинских повстанцев присоединилась к войскам Абдугаппара Жанбосынова и Амангельды, приняв участие в установлении Советской власти в Тургае.